# Vaia (torrente)
Il Vaia è un torrente della provincia di Brescia. Nasce dal lago di Vaia, sulle pendici del monte Mignolino e confluisce da destra nel Caffaro a Bagolino. È interamente compreso nel comune di Bagolino.
Il Vaia dà anche il nome all'acqua minerale prodotta dalla sorgente Mignano, nella Valle di Vaia.
A quota 1110 circa si raggiunge il Prato di Vaia, dove si ha la confluenza del torrente Dasdana nel torrente Vaia.